# Lista nunțiilor apostolici în România
Până la stabilirea relațiilor diplomatice între România și Sfântul Scaun în anul 1920, arhiepiscopii romano-catolici de București au îndeplinit și funcția de reprezentanți ai Suveranului Pontif pe lângă autoritățile române. În anul 1920 au fost stabilite relații diplomatice bilaterale între România și Sfântul Scaun. Pe 12 iunie 1920 primul ambasador al României pe lângă Sfântul Scaun, Dimitrie Penescu, și-a prezentat scrisorile de acreditare la Vatican.
Guvernul Ciorbea a ratificat începând cu 1 ianuarie 1998 regula din dreptul internațional conform căreia nunțiul apostolic este totodată decanul corpului diplomatic din țara în care este acreditat.
Ca nunțiu apostolic au fost acreditați în România:
- Francesco Marmaggi (1 septembrie 1920-30 mai 1923);
- Angelo Maria Dolci (30 mai 1923-13 martie 1933);
- Valerio Valeri (1 iulie 1933-1936);
- Andrea Cassulo (1936-1947), declarat „persona non grata” de autoritățile comuniste române;
- Între 1947-1950 nunțiatura a fost condusă de episcopul Gerald Patrick O'Hara (însărcinat cu afaceri), până la expulzarea acestuia în 1950;
- La 7 iulie 1950 Republica Populară Română a rupt, în mod unilateral, relațiile diplomatice cu Sfântul Scaun;
- La 15 mai 1990, după căderea regimului comunist, România a reluat relațiile diplomatice cu Sfântul Scaun;
- John Bukovsky (18 august 1990-20 decembrie 1994);
- Janusz Bolonek (23 ianuarie 1995-30 septembrie 1998);
- Jean-Claude Périsset (12 noiembrie 1998-15 octombrie 2007);
- Francisco-Javier Lozano Sebastiàn (10 decembrie 2007-20 iulie 2015);
- Miguel Maury Buendía (5 decembrie 2015-13 aprilie 2023);
- Giampiero Gloder (din 23 februarie 2024).